# Byron FC
Byron FC was een Braziliaanse voetbalclub uit Niterói, in de staat Rio de Janeiro.

## Geschiedenis
De club werd opgericht in 1913 en vernoemde naar de Engelse dichter Lord Byron. De club was vrij succesvol in het lokale voetbal. Vanaf de jaren vijftig begon het sportief minder te gaan en in 1978 werd de club opgeheven.

## Erelijst
Campeonato Niteroiense
1928-1934